# Feller AG
Die Feller AG ist ein Schweizer Hersteller von Elektrotechnikprodukten mit Hauptsitz in Horgen am Zürichsee. Das Unternehmen ist mit einer Beratungs- und Vertriebsfiliale auch in Crissier präsent. Produktionsschwerpunkt sind Artikel für Elektroinstallationen wie Steckdosen und Lichtschalter.

## Geschichte
Der Ursprung des Unternehmens geht auf das 1870 gegründete Handelsgeschäft für elektrotechnische Artikel David Bollier zurück. 1909 wurde dieses Unternehmen durch Adolf Feller (1879–1931) übernommen. Durch den Ersten Weltkrieg und die damit verbundenen Importschwierigkeiten war das Unternehmen gezwungen, das Produktionsangebot zu diversifizieren. Nach dem Kriegsende wurde Feller zu einem der grössten schweizerischen Elektrotechnikhersteller.
Nach Fellers Tod wurde das Unternehmen 1931 von seiner Witwe Emma und Tochter Elisabeth (1910–1973) in eine Familien-Aktiengesellschaft umgewandelt. Elisabeth Feller übernahm 1955 die Position der Präsidentin des Verwaltungsrates des Unternehmens. Das Unternehmen blieb bis 1992 in Familienbesitz, dann wurde es 1994 an Schneider Electric veräussert, blieb seitdem jedoch operativ unabhängig.
Die Feller AG beschäftigt rund 420 Mitarbeiter und erwirtschaftete 2009 einen Umsatz von rund CHF 150 Millionen.

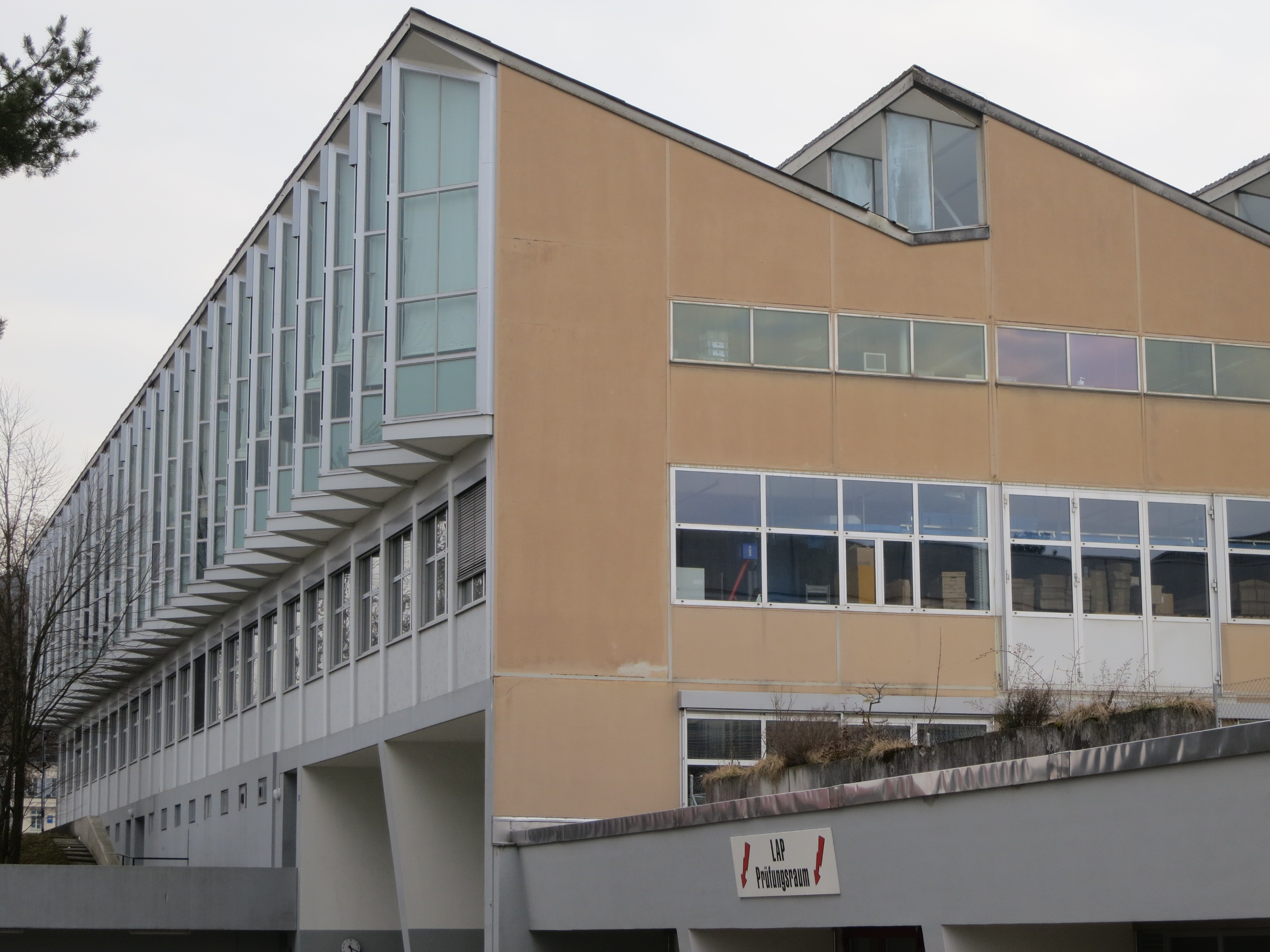
Feller AG Horgen

## Steckdosen und Lichtschalter
Die Firma ist mit ihren Steckdosen- und Lichtschalter-Designlinien Standard (ab 1969) und Edizio (ab 1991) seit Jahrzehnten Marktführer für Lichtschalter in der Schweiz. Feller entwickelte im Jahr 2003 die bestehende Designlinie Edizio weiter und führte sie unter dem Namen EDIZIOdue neu ein. Mit der Einführung von EDIZIOdue prestige (ab 2003) brachte Feller Abdeckrahmen aus verschiedenen Echtmaterialien auf den Markt. Im Jahr 2024 wurden die Designlinien mit der Einführung von EDIZIO.liv und EDIZIO.liv prestige ergänzt.
Ihre Schalter findet man so gut wie in jedem Schweizer Haus.

## Befestigungssystem
2024 lanciert die Feller AG das Befestigungssystem Feller SNAPFIX. Es ist ein patentiertes, zweistufiges Befestigungssystem für die Montage von Schaltern, Tastern und Steckdosen. Das System ersetzt herkömmliche Schraubverbindungen durch ein Einrast- und Fixierprinzip.
Das SNAPFIX-System basiert auf einem symmetrischen Einheitsausschnitt in der Befestigungsplatte sowie einem roten Adapter, der fest am Funktionseinsatz angebracht ist. Die Installation erfolgt in zwei Schritten: Der Einsatz wird zunächst in die Befestigungsplatte eingerastet („SNAP“) und anschliessend an vier Ecken fixiert („FIX“). Die Befestigungsplatten sind um 90 Grad drehbar und universell für Unterputz- und Aufputzinstallationen einsetzbar. Zudem ermöglicht das System eine Montage und Demontage von vorne.
SNAPFIX ist mit den Designlinien STANDARDdue und EDIZIO.liv kompatibel. Die Vor- und Rückwärtskompatibilität erlaubt die Kombination neuer Funktionseinsätze mit bestehenden Abdecksets und umgekehrt. Das System wird insbesondere bei Neubauten und Renovationen eingesetzt, wie etwa im Grossbauprojekt „Oberchirlen“ in Altstätten.